# Lista de programas exibidos na Loading

Esta é uma lista dos programas que foram exibidos no canal de televisão brasileiro Loading. Além disso, a lista contém os programas finalizados e os cancelados da emissora. 
Com o fim da programação inédita, grande parte dos programas inéditos deixaram a grade, sendo substituídos por reprises de animes, até o fim oficial das transmissões.

## Antigos

### Programas originais
- Antes do Pesadelo: Programa com análises, comentários, novidades e exibições de filmes de terror.[1]
- De Olho no Mundo: Telejornal com conteúdos da AFP,[2] como cumprimento ao Decreto n.º 52.795 de 1963 do Código Brasileiro de Telecomunicações.[3] (Hoje na Xsports, como "Mundo em Foco")
- Desafio Gamer: Programa de videogame entre os apresentadores e repórteres do canal.[4]
- Direto da Pedreira: Programa em parceria com a Mega Power Brasil com novidades, análises e recomendações do universo tokusatsu.[5]
- Esquenta MVP: Programa sobre esports, com comentadas, convidados especiais e gameplay.[6][7]
- Funimation TV: Programa com exibições de produções disponíveis na Funimation.[8]
- Gameshark: Programa com análises, recomendações, lançamentos, notícias, reviews e curiosidades dos jogos.[9]
- Liga Loading de Esports: Programa de campeonato de esports promovidos pelo canal.[10]
- Madrugada Crunchyroll: Programa com exibições de produções disponíveis na Crunchyroll.[11]
- Mais Geek: Programa voltado a discussões sobre as últimas novidades dos animes, tokusatsu, games e da subcultura otaku.[12]
- Maratoon: Programa matinal, com matérias, curiosidades, animes e desenhos.[13]
- Mega Crush: Programa voltado ao público feminino, com animes, mangás, games, cultura japonesa, k-pop e k-drama.[14]
- Metagaming: Programa sobre esportes eletrônicos, com algumas entrevistas, análises de partidas e jogadas.[15]
- Multiverso: Programa que trata da cultura pop ocidental, abordando temas e informações relevantes sobre filmes, séries, quadrinhos, música, celebridades e games.[16]
- ReLoading: Programa com reprises de matérias exibidas dos programas da emissora no dia anterior.[17]

### Produções independentes
- Algoritmo: Programa com uma seleção de vídeos de canais do YouTube.[18]
- Booyah! Apresenta: Programa com as melhores e piores jogadas do Free Fire.
- Brasil em Dia: Telejornal da TV Brasil,[19] como cumprimento ao Decreto n.º 88.067, de 26 de janeiro de 1983, do Código Brasileiro de Telecomunicações.[3]
- Campeonato Clutch: Campeonato de CS:GO.[20]
- Camplota: Campeonato feminino de Free Fire.
- Copa Netenho: Campeonato de PUBG Mobile.
- Desafio dos Comédia: Campeonato de Free Fire.[21]
- Free Fire World Series: Campeonato mundial de Free Fire, promovido pela desenvolvedora de jogos  Garena.
- Jornal Ideal: Antigo telejornal, com conteúdos produzida pela AFP,[19] como cumprimento ao Decreto n.º 88.067, de 26 de janeiro de 1983, do Código Brasileiro de Telecomunicações.[3]
- Natal Metalino: Um especial de natal do Detonator, com músicas natalinas como paródia.
- PUBG Mobile Pro League Brasil: Campeonato de PUBG Mobile, promovido pela desenvolvedora de jogos PUBG Corp.[22]
- Red Bull Campus Clutch: Campeonato de Valorant, em parceria com a Red Bull.
- Spike Series: Campeonato de Valorant, promovido pela desenvolvedora de jogos Riot Games.[22][23]
- TV Clube Coreia: Programa de variedades sobre a cultura coreana, com o melhor do k-drama, k-food, k-beauty e do k-pop.[24] (Hoje na PlayTV)
- Liga Brasileira de Free Fire: Campeonato de Free Fire, promovido pela desenvolvedora de jogos Garena. (Hoje na RedeTV!) [25]

### Programas estrangeiros
| Animes - Ancient Magus Bride - Akashic Records of Bastard Magic Instructor - Assassination Classroom - Astro Boy - Attack on Titan - Azur Lane - Berserk - Black Clover - Blood Blockade Battlefront - Bungo Stray Dogs - Cardcaptor Sakura - Claymore - Darling in the Franxx - Death March to the Parallel World Rhapsody - Fairy Tail - Free! - In Another World With My Smartphone - Joker Game - KonoSuba - Marvel Anime: Homem de Ferro - Marvel Anime: Wolverine - Miss Kobayashi's Dragon Maid - Mobile Suit Gundam 00 - My Hero Academia - O Pequeno Príncipe - Orange - Overlord - Planet With - Re: Zero - Recovery of an MMO Junkie - Rokka – Braves of the Six Flowers - Saga of Tanya the Evil - Saint Seiya: The Lost Canvas - Schwarzesmarken - Stand My Heroes - Twin Star Exorcists - Welcome to Demon School! Iruma-kun - Yamada-kun and the Seven Witches | Cartoons - Carrinhos: Divertidos e Alucinados - Max Steel - Os Novos Caça-Fantasmas - Transformers: Beast Machines - G.I. Joe: Renegades - Transformers: Cyberverse - Transformers: Rescue Bots K-dramas - A Lenda: Um Luxo de Sonhar - Descendentes do Sol - Happy Ending: O Caminho do Destino - Iris Ⅱ: Conflitos e Paixões Musicais - Music Bank World Tour Séries - O Mundo de Beakman Tokusatsus - Power Rangers: Beast Morphers - Power Rangers: Megaforce |

## Cancelados

### Programas originais
- Anima Ação[17]
- Cine Night[17]
- Comic Zone[17]
- Episódio Piloto[17]
- Lanterninha[17]
- Overclock[17]
- Sugoi[17]
- Superhero Time[17]
- The Enter Night Geek Show[100]

### Programas estrangeiros
| Animes - 91 Days - Given - Goblin Slayer - Ranma ½ - SSSS.Gridman - The God of High School - Tower of God Cartoons - Dinosaucers - Godzilla - The Karate Kid | Tokusatsus - O Regresso de Ultraman - Power Rangers: Super Megaforce - Ultraman - Ultraman Geed - Ultraman Leo - Ultraman Mebius - Ultraman Orb - Ultraman Orb: The Origin Saga - Ultraman R/B - Ultra Seven - Ultraman Tiga |